# Coromandelkoekoek
De coromandelkoekoek (Clamator coromandus) is een vogel uit de familie van de koekoeken.

## Verspreiding en leefgebied
Deze soort komt voor van noordelijk India en Nepal tot oostelijk China en Zuidoost-Azië.